# Nati il 30 dicembre
| Questa pagina contiene informazioni ricavate automaticamente dalle voci biografiche con l'ausilio del template Bio e di un bot. L'aggiornamento è periodico e automatico e ricostruisce completamente la pagina. Se manca una persona in questa lista, sei pregato di non aggiungerla, ma accertati piuttosto che la sua voce biografica contenga il template Bio e che i dati anagrafici siano correttamente compilati. Se il template Bio manca, inseriscilo tu stesso o, in alternativa, metti l'avviso {{tmp\|Bio}} che ne segnala la mancanza. Se i dati riportati sono sbagliati, correggi direttamente la voce biografica; le modifiche saranno visibili in questa lista entro pochi giorni. Per chiarimenti vedi il progetto biografie. La lista contiene solo le 981 persone che sono citate nell'enciclopedia e per le quali è stato implementato correttamente il template Bio. Pagina aggiornata al 9 ago 2025. |

## I secolo(1)
- 39 - Tito, imperatore romano († 81)

## XIV secolo(1)
- 1371 - Basilio I di Russia, principe russo († 1425)

## XV secolo(1)
- 1490 - Ebussuud Efendi, giurista ottomano († 1575)

## XVI secolo(5)
- 1513 - Giovanni Antonio Volpe, vescovo cattolico italiano († 1588)
- 1546 - Jerónimo Xavierre, cardinale spagnolo († 1608)
- 1587 - Gómez Suárez de Figueroa y Córdoba, generale e diplomatico spagnolo († 1634)
- 1587 - Simone VII di Lippe-Detmold, nobile tedesco († 1627)
- 1591 - Joseph Fürttenbach, matematico e ingegnere tedesco († 1667)

## XVII secolo(12)
- 1609 - Anna Maria di Brandeburgo-Bayreuth, nobildonna tedesca († 1680)
- 1615 - Carlo Rinaldini, matematico, ingegnere militare e filosofo italiano († 1698)
- 1631 - Henry Fairfax, IV lord Fairfax di Cameron, nobile scozzese († 1688)
- 1639 - Johanna Theresia Lamberg, nobildonna austriaca († 1716)
- 1642 - Vincenzo da Filicaja, nobile e poeta italiano († 1707)
- 1673 - Ahmed III, sultano ottomano († 1736)
- 1676 - John Philips, poeta inglese († 1709)
- 1677 - Emanuele Maurizio d'Elbeuf, generale francese († 1763)
- 1680 - Andrea Galassini, architetto e stuccatore svizzero († 1766)
- 1684 - Charles François Paul Le Normant de Tournehem, politico francese († 1751)
- 1687 - Clemente Argenvilliers, cardinale italiano († 1758)
- 1699 - Antonio Falangola, vescovo cattolico italiano († 1761)

## XVIII secolo(26)
- 1701 - Giovanni Andrea Barotti, scrittore italiano († 1772)
- 1706 - Giuseppe Mosca, medico e biografo italiano († 1780)
- 1718 - Luisa di Lorena, nobildonna francese († 1788)
- 1722 - Charles Yorke, politico inglese († 1770)
- 1727 - Louis Pierre de Chastenet de Puységur, politico e nobile francese († 1807)
- 1729 - Richard François Philippe Brunck, filologo classico francese († 1803)
- 1742 - Giuseppe Pannilini, vescovo cattolico italiano († 1823)
- 1743 - Eugène-Guillaume Argenteau, generale austriaco († 1819)
- 1746 - François-André Vincent, pittore francese († 1816)
- 1747 - Reuben Burrow, matematico, saggista e orientalista inglese († 1792)
- 1749 - Antonín Kraft, violoncellista e compositore ceco († 1820)
- 1756 - Pavel Vranický, compositore e violinista ceco († 1808)
- 1760 - Charles Sapinaud, generale francese († 1829)
- 1762 - John Emes, orafo, incisore e pittore britannico († 1810)
- 1765 - Domingos Xavier de Lima, ammiraglio portoghese († 1802)
- 1770 - Giuseppe Settele, astronomo, archeologo e presbitero italiano († 1841)
- 1774 - Martin Piaggio, poeta italiano († 1843)
- 1781 - Enrico di Prussia, principe e militare prussiano († 1846)
- 1782 - Johann Benckiser, chimico tedesco († 1851)
- 1784 - Stephen Harriman Long, ingegnere, esploratore e militare statunitense († 1864)
- 1786 - André Étienne d'Audebert de Férussac, naturalista e politico francese († 1836)
- 1787 - Otto von Kotzebue, navigatore tedesco († 1846)
- 1796 - Eduard Jakob Wedekin, vescovo cattolico tedesco († 1870)
- 1796 - Miklós Wesselényi, politico ungherese († 1850)
- 1799 - Carlo Berti Pichat, politico e agronomo italiano († 1878)
- 1799 - Thomas Egerton, II conte di Wilton, nobile e politico inglese († 1882)

## XIX secolo(126)
- 1801 - Guglielmo di Solms-Braunfels, militare prussiano († 1868)
- 1804 - Manuel de Ascásubi, politico ecuadoriano († 1876)
- 1805 - Frederick Smith, entomologo britannico († 1879)
- 1810 - Archibald Seymour, XIII duca di Somerset, nobile britannico († 1891)
- 1810 - Atto Vannucci, storico, patriota e presbitero italiano († 1883)
- 1811 - Callimaco Zambianchi, patriota italiano († 1862)
- 1819 - Theodor Fontane, farmacista, scrittore e poeta tedesco († 1898)
- 1819 - John White Geary, politico, avvocato e insegnante statunitense († 1873)
- 1823 - Herman David Weber, medico e numismatico tedesco († 1918)
- 1825 - Newton Booth, politico statunitense († 1892)
- 1825 - Cencio Vendetta, brigante italiano († 1859)
- 1828 - Gustave Roux, illustratore e pittore svizzero († 1885)
- 1829 - Antonio Rusconi, avvocato, storico e archeologo italiano († 1889)
- 1830 - Francis M. Drake, generale, imprenditore e politico statunitense († 1903)
- 1830 - Ranieri Simonelli, architetto e politico italiano († 1911)
- 1830 - Diogene Valotti, politico italiano († 1910)
- 1831 - William Bemrose, artista e scrittore britannico († 1908)
- 1836 - David Castelli, storico, biblista e ebraista italiano († 1901)
- 1837 - Giovanni Andrea Scartazzini, pastore protestante e letterato svizzero († 1901)
- 1838 - Émile Loubet, politico francese († 1929)
- 1839 - Albert Auguste Cochon de Lapparent, geologo francese († 1908)
- 1841 - Francesca del Liechtenstein, principessa austriaca († 1858)
- 1842 - Osman Hamdi Bey, pittore e archeologo ottomano († 1910)
- 1848 - Raoul Ponchon, poeta e giornalista francese († 1937)
- 1848 - María Dolores Rodríguez Sopeña, religiosa spagnola († 1918)
- 1851 - Asa Griggs Candler, imprenditore statunitense († 1929)
- 1852 - Danail Nikolaev, generale bulgaro († 1942)
- 1853 - André Messager, compositore e direttore d'orchestra francese († 1929)
- 1854 - Hasan Isma'il Pascià, militare e politico egiziano († 1888)
- 1855 - Heinrich Hart, scrittore tedesco († 1906)
- 1855 - Gian Giacomo Morando, politico italiano († 1919)
- 1857 - Mariano di San Giuseppe, presbitero spagnolo († 1936)
- 1857 - Ernest Normand, pittore britannico († 1923)
- 1858 - Rachel Foster Avery, attivista statunitense († 1919)
- 1859 - Luigi Maria Bossi, ginecologo e politico italiano († 1919)
- 1859 - Edward Connelly, attore statunitense († 1928)
- 1859 - Josef Foerster, compositore, critico musicale e scrittore ceco († 1951)
- 1859 - Charles Treat, generale statunitense († 1941)
- 1860 - Berthold Lasker, medico e scacchista tedesco († 1928)
- 1861 - Giovanni Arrighi, generale italiano († 1923)
- 1863 - William Hallock Park, batteriologo statunitense († 1939)
- 1864 - Louis Haller, schermidore francese († 1929)
- 1864 - Benjamin Rabier, fumettista francese († 1939)
- 1864 - Max von Stephanitz, militare e allevatore tedesco († 1936)
- 1865 - John Daunt, golfista britannico († 1952)
- 1865 - Rudyard Kipling, scrittore, poeta e giornalista britannico († 1936)
- 1865 - Alessandro Mazzucotelli, artista italiano († 1938)
- 1866 - Louis Allis, golfista statunitense († 1950)
- 1869 - Adolphe Max, politico belga († 1939)
- 1870 - Serafino Germinario, religioso italiano († 1953)
- 1870 - Charles Gordon-Lennox, VIII duca di Richmond, nobile, militare e politico britannico († 1935)
- 1872 - William Larned, tennista statunitense († 1926)
- 1873 - Miklós Bánffy, scrittore e politico ungherese († 1950)
- 1873 - Al Smith, politico statunitense († 1944)
- 1874 - Janko Jesenský, poeta, scrittore e traduttore slovacco († 1945)
- 1874 - Donald MacKenzie, canottiere canadese († 1925)
- 1875 - Jean-Guy Gautier, rugbista a 15 e velocista francese († 1938)
- 1876 - Silvestro Baglioni, fisiologo e politico italiano († 1957)
- 1878 - William Aberhart, politico canadese († 1943)
- 1878 - Erwin Guido Kolbenheyer, scrittore, poeta e drammaturgo tedesco († 1962)
- 1878 - Giovanni Persico, politico italiano († 1967)
- 1879 - Giuseppe Celi, prefetto e politico italiano († 1946)
- 1879 - Ramana Maharshi, mistico indiano († 1950)
- 1880 - Alfred Einstein, musicologo e critico musicale tedesco († 1952)
- 1880 - Dezső Földes, schermidore ungherese († 1950)
- 1882 - Ángel Roffo, medico argentino († 1947)
- 1883 - Leonardo Coimbra, filosofo e politico portoghese († 1936)
- 1883 - Mary Forbes, attrice britannica († 1974)
- 1883 - Marie Gevers, scrittrice belga († 1975)
- 1883 - João Tamagnini Barbosa, politico portoghese († 1948)
- 1884 - Arthur Edmund Carewe, attore statunitense († 1937)
- 1884 - Ernesto Cortissoz, imprenditore colombiano († 1924)
- 1884 - Marcel Fleury, vescovo cattolico francese († 1949)
- 1884 - Eugen Ingebretsen, ginnasta norvegese († 1939)
- 1884 - Olle Lanner, ginnasta svedese († 1926)
- 1884 - Hideki Tōjō, generale e politico giapponese († 1948)
- 1885 - Frank Martin, cavaliere svedese († 1982)
- 1885 - François Vergucht, canottiere belga († 1944)
- 1886 - Urho Castrén, politico finlandese († 1965)
- 1886 - Henri Chapron, imprenditore e designer francese († 1978)
- 1886 - Thomas Johnson, pistard britannico († 1966)
- 1886 - Karel Skoupý, vescovo cattolico ceco († 1972)
- 1886 - Austin Osman Spare, disegnatore inglese († 1956)
- 1887 - Charlie Dunbar Broad, filosofo e storico inglese († 1971)
- 1887 - Frank Klaus, pugile statunitense († 1948)
- 1887 - Rocco Perri, criminale italiano
- 1887 - Stig Rønne, ginnasta danese († 1951)
- 1887 - René Adolphe Schwaller de Lubicz, alchimista, esoterista e egittologo francese († 1961)
- 1888 - Mario Carli, scrittore, giornalista e poeta italiano († 1935)
- 1888 - Eugeniusz Kwiatkowski, politico e economista polacco († 1974)
- 1889 - Raoul Dutheil, calciatore francese († 1945)
- 1889 - Peggy Hull, giornalista statunitense († 1967)
- 1889 - Opika von Méray Horváth, pattinatrice artistica su ghiaccio ungherese († 1977)
- 1890 - Lanoe Hawker, militare e aviatore britannico († 1916)
- 1890 - Francis Patrick Keough, arcivescovo cattolico statunitense († 1961)
- 1890 - Adolfo Ruiz Cortines, politico e militare messicano († 1973)
- 1890 - Victor Serge, scrittore e rivoluzionario russo († 1947)
- 1891 - Monzō Akiyama, militare giapponese († 1944)
- 1891 - Giovanni Domaschi, operaio italiano († 1945)
- 1891 - Antoine Pinay, politico francese († 1994)
- 1891 - Wiktor Thommée, generale polacco († 1940)
- 1892 - John Litel, attore statunitense († 1972)
- 1892 - Isabella Quaranta, attrice italiana († 1975)
- 1892 - Letizia Quaranta, attrice italiana († 1977)
- 1894 - Roberto Marin, ingegnere italiano († 1990)
- 1894 - Walter Montagu Douglas Scott, VIII duca di Buccleuch, nobile e politico britannico († 1973)
- 1895 - José Bergamín, scrittore e poeta spagnolo († 1983)
- 1895 - Severino Bolognesi, politico italiano († 1985)
- 1895 - August De Boodt, politico belga († 1986)
- 1895 - Bill Demko, calciatore statunitense († 1957)
- 1895 - L. P. Hartley, scrittore inglese († 1972)
- 1895 - Henry Gage, VI visconte Gage, nobile irlandese († 1982)
- 1896 - József Erdélyi, poeta ungherese († 1978)
- 1896 - Tom Keene, attore statunitense († 1963)
- 1897 - Alfredo Bracchi, paroliere, regista e commediografo italiano († 1976)
- 1897 - Stanisław Saks, matematico polacco († 1942)
- 1897 - Lawrence Weingarten, produttore cinematografico statunitense († 1975)
- 1898 - Luís da Câmara Cascudo, storico, antropologo e giornalista brasiliano († 1986)
- 1898 - Väinö Muinonen, maratoneta finlandese († 1978)
- 1898 - Jacques Rigaut, scrittore francese († 1929)
- 1899 - Émile Albrecht, canottiere svizzero († 1927)
- 1899 - Gustav Diessl, attore austriaco († 1948)
- 1899 - Helge Ingstad, esploratore, avvocato e politico norvegese († 2001)
- 1899 - José María López Lledín, avventuriero spagnolo († 1985)
- 1900 - Angiolo Del Lungo, giornalista italiano († 1986)
- 1900 - Manuel Fleitas Solich, allenatore di calcio e calciatore paraguaiano († 1984)

## XX secolo(786)
- 1901 - Henry Blanke, produttore cinematografico tedesco († 1981)
- 1902 - Leopoldo Gasparotto, partigiano, avvocato e alpinista italiano († 1944)
- 1902 - Asvero Gravelli, giornalista, scrittore e politico italiano († 1956)
- 1903 - Carlo Guido Mor, storico italiano († 1990)
- 1904 - François Drogou, militare francese († 1940)
- 1904 - Dmitrij Borisovič Kabalevskij, compositore e politico sovietico († 1987)
- 1904 - Edith Schultze-Westrum, attrice tedesca († 1981)
- 1905 - Daniil Charms, scrittore, poeta e drammaturgo sovietico († 1942)
- 1905 - Hiroshi Inagaki, regista cinematografico giapponese († 1980)
- 1905 - Manolo Morán, attore spagnolo († 1967)
- 1906 - Francesco Albertini, politico italiano († 1996)
- 1906 - Alziro Bergonzo, architetto e pittore italiano († 1997)
- 1906 - Jean Laurent, calciatore francese († 1995)
- 1906 - Mario Moretti, canottiere italiano († 1977)
- 1906 - Carol Reed, regista e produttore cinematografico britannico († 1976)
- 1906 - Giovanni Valentini, militare italiano († 1937)
- 1907 - William Randolph Lovelace II, medico statunitense († 1965)
- 1907 - Sigmund Ruud, saltatore con gli sci, sciatore alpino e dirigente sportivo norvegese († 1994)
- 1908 - Giuseppe Cornara, calciatore italiano († 1996)
- 1908 - Flaviano Magrassi, medico e virologo italiano († 1974)
- 1908 - Jules Vandooren, calciatore e allenatore di calcio francese († 1985)
- 1909 - Jaime Lazcano, calciatore spagnolo († 1983)
- 1909 - Eugeniusz Lokajski, giavellottista, multiplista e fotografo polacco († 1944)
- 1909 - Robert Millner Shackleton, geologo britannico († 2001)
- 1910 - Francesco Bergonzoni, calciatore italiano
- 1910 - Paul Bowles, scrittore, compositore e poeta statunitense († 1999)
- 1910 - Eddie Malanowicz, cestista e allenatore di pallacanestro statunitense († 1967)
- 1910 - Erling Nilsen, pugile norvegese († 1984)
- 1910 - Grațian Sepi, calciatore rumeno († 1977)
- 1910 - Sylvester Stadler, generale austriaco († 1995)
- 1911 - Walt Brown, pilota automobilistico statunitense († 1951)
- 1911 - Rafael Luis Calvo, attore e doppiatore spagnolo († 1988)
- 1911 - Giuseppe Mari, partigiano e storico italiano († 2002)
- 1911 - Jeanette Nolan, attrice e doppiatrice statunitense († 1998)
- 1911 - Gaetano Pollio, arcivescovo cattolico e missionario italiano († 1991)
- 1912 - Paša Angelina, operaia sovietica († 1959)
- 1912 - Nancy Coleman, attrice statunitense († 2000)
- 1912 - Martin Kargl, calciatore austriaco († 1946)
- 1912 - Rosina Lawrence, attrice, cantante e ballerina statunitense († 1997)
- 1912 - Piero Martina, pittore e incisore italiano († 1982)
- 1912 - Theodor Penners, storico e archivista tedesco († 1994)
- 1912 - Margaret Wade, cestista e allenatrice di pallacanestro statunitense († 1995)
- 1913 - Véra Clouzot, attrice e sceneggiatrice brasiliana († 1960)
- 1913 - Remo Cossio, calciatore italiano († 1988)
- 1913 - Jaroslav Kulich, calciatore boemo († 1977)
- 1914 - Bruno Alessandrini, generale e aviatore italiano († 1985)
- 1914 - Guido Bobba, militare e aviatore italiano († 1940)
- 1914 - Natalia Bode, fotografa sovietica († 1996)
- 1914 - Aurelio Gonzato, pittore svizzero († 2014)
- 1914 - Carlo Sabadini, calciatore italiano
- 1914 - Aloysio de Oliveira, cantante, produttore discografico e compositore brasiliano († 1995)
- 1915 - Arnaldo Bera, partigiano, politico e sindacalista italiano († 1999)
- 1916 - Joel Hitt, cestista statunitense († 2003)
- 1916 - João Batista Przyklenk, vescovo cattolico e missionario tedesco († 1984)
- 1916 - Arduino Romoli, calciatore e allenatore di calcio italiano
- 1916 - Georg Årlin, attore svedese († 1992)
- 1917 - Francis Krupšs, calciatore lettone († 1994)
- 1917 - Yun Dong-ju, poeta coreano († 1945)
- 1918 - Tullia Romagnoli Carettoni, politica italiana († 2015)
- 1918 - Pietro Carta, calciatore italiano († 2001)
- 1918 - Lucien Leduc, allenatore di calcio e calciatore francese († 2004)
- 1918 - Steve Sharkey, cestista statunitense († 1995)
- 1918 - Philip Skell, chimico statunitense († 2010)
- 1918 - William Eugene Smith, fotoreporter statunitense († 1978)
- 1919 - François Bordes, geologo, archeologo e scrittore di fantascienza francese († 1981)
- 1919 - Kurt Borkenhagen, calciatore tedesco († 2012)
- 1919 - Umberto Nordio, dirigente d'azienda italiano († 2008)
- 1919 - Vasil Spasov, allenatore di calcio e calciatore bulgaro († 1996)
- 1920 - Lev Aleksandrovič Bezymenskij, storico e giornalista russo († 2007)
- 1920 - David Fraser, generale, storico e saggista inglese († 2012)
- 1920 - Jack Lord, attore statunitense († 1998)
- 1920 - Son Seok-u, paroliere e compositore sudcoreano († 2019)
- 1921 - John Lloyd Ackrill, filologo classico inglese († 2007)
- 1921 - Ken Jones, velocista e rugbista a 15 britannico († 2006)
- 1921 - Rashid Karame, politico libanese († 1987)
- 1921 - Jim McGregor, allenatore di pallacanestro statunitense († 2013)
- 1921 - Robert H. Mounce, biblista e musicologo statunitense († 2019)
- 1921 - Alfonso Santagiuliana, calciatore italiano († 1994)
- 1921 - Attilio Zannier, politico italiano († 1973)
- 1922 - Rosalind Cartwright, neuroscienziata statunitense († 2021)
- 1922 - Jane Langton, scrittrice e illustratrice statunitense († 2018)
- 1922 - Lucien Lazaridès, ciclista su strada greco († 2005)
- 1922 - Haydée Santamaría, guerrigliera e politica cubana († 1980)
- 1922 - Franco Sartori, storico italiano († 2004)
- 1922 - Marc Sleen, fumettista belga († 2016)
- 1922 - Don Stoker, allenatore di calcio e calciatore inglese († 1985)
- 1923 - Jacques Dynam, attore e doppiatore francese († 2004)
- 1923 - Sara Lidman, scrittrice svedese († 2004)
- 1923 - Paolo Rossi Monti, filosofo e storico della scienza italiano († 2012)
- 1924 - Yvonne Brill, matematica e chimica canadese († 2013)
- 1924 - Gordon Ingram, inventore e imprenditore statunitense († 2004)
- 1924 - Roger Laüt, pittore francese
- 1924 - Luther Lindsay, giocatore di football americano e wrestler statunitense († 1972)
- 1924 - Jack Tingle, cestista e allenatore di pallacanestro statunitense († 1958)
- 1925 - Roger Boury, calciatore francese († 2010)
- 1925 - Susanne Erichsen, modella e imprenditrice tedesca († 2002)
- 1925 - Ian MacNaughton, produttore cinematografico, regista e attore inglese († 2002)
- 1926 - Attilio Corrubia, militare e partigiano italiano († 1944)
- 1926 - Stelio Darin, calciatore italiano († 1997)
- 1926 - Adolfo Facchini, politico italiano († 2012)
- 1926 - Mario Valdemarin, attore italiano († 2023)
- 1926 - Clifford Williams, regista teatrale e attore teatrale britannico († 2005)
- 1927 - Hernando Caro Mendoza, giornalista e critico musicale colombiano († 2004)
- 1927 - Robert Hossein, attore, regista e sceneggiatore francese († 2020)
- 1927 - Hamed Karoui, politico tunisino († 2020)
- 1927 - Konstantin Sal'nikov, ex pentatleta sovietico
- 1928 - Henri Debehogne, astronomo belga († 2007)
- 1928 - Bo Diddley, cantautore, chitarrista e compositore statunitense († 2008)
- 1928 - Dan Fitzgerald, attore statunitense († 2017)
- 1928 - John Olsen, calciatore norvegese († 2001)
- 1928 - Siné, giornalista e disegnatore francese († 2016)
- 1928 - Giuseppe Urbani, danzatore e coreografo italiano († 2007)
- 1929 - Gaetano Caltagirone, imprenditore italiano († 2010)
- 1929 - Aljean Harmetz, giornalista e scrittrice statunitense
- 1929 - Jurij Konovalov, velocista sovietico († 2008)
- 1929 - Roger de Lageneste, pilota automobilistico francese († 2017)
- 1930 - Elmira Minita Gordon, politica beliziana († 2021)
- 1930 - Ora Nudel, ex cestista e scacchista israeliana
- 1930 - Dündar Ali Osman Osmanoğlu, principe ottomano († 2021)
- 1930 - Panajot Panajotov, calciatore bulgaro († 1996)
- 1930 - Fritz Scheidegger, pilota motociclistico svizzero († 1967)
- 1930 - Tu Youyou, chimica cinese
- 1931 - Charles Bassett, astronauta statunitense († 1966)
- 1931 - Skeeter Davis, cantante statunitense († 2004)
- 1931 - Marcel Janssens, ciclista su strada belga († 1992)
- 1931 - Luciano Marigo, scrittore italiano († 2017)
- 1931 - Jiřína Nekolová, pattinatrice artistica su ghiaccio cecoslovacca († 2011)
- 1931 - András Róna-Tas, storico e linguista ungherese
- 1931 - Russell A. Rourke, avvocato e politico statunitense († 2003)
- 1932 - Arduino Bertoldo, vescovo cattolico italiano († 2012)
- 1932 - Jozef IJsewijn, latinista e filologo classico belga († 1998)
- 1932 - Eugenio Ravignani, vescovo cattolico italiano († 2020)
- 1932 - Paolo Villaggio, attore, scrittore e comico italiano († 2017)
- 1932 - Piero Villaggio, matematico e ingegnere italiano († 2014)
- 1933 - Jesse Arnelle, cestista statunitense († 2020)
- 1933 - Antonio Montico, allenatore di calcio e calciatore italiano († 2013)
- 1933 - Tomaso de Vergottini, diplomatico italiano († 2008)
- 1934 - Joseph Bologna, attore, sceneggiatore e regista statunitense († 2017)
- 1934 - Colin Booth, calciatore inglese († 2025)
- 1934 - Fred Lorenzen, pilota automobilistico statunitense († 2024)
- 1934 - António Morais, allenatore di calcio e calciatore portoghese († 1989)
- 1934 - Ole Gunnar Petersen, ex velista danese
- 1934 - Del Shannon, cantautore e produttore discografico statunitense († 1990)
- 1934 - Russ Tamblyn, attore e ballerino statunitense
- 1934 - Lino Toffolo, attore, cantautore e cabarettista italiano († 2016)
- 1934 - Lucio Toth, politico italiano († 2017)
- 1935 - Manuel Aaron, scacchista indiano
- 1935 - Franca Aldrovandi, cantante, conduttrice radiofonica e conduttrice televisiva italiana
- 1935 - Omar Bongo, politico gabonese († 2009)
- 1935 - Bruno Canino, pianista, clavicembalista e compositore italiano
- 1935 - Antal Kiss, marciatore ungherese († 2021)
- 1935 - Sandy Koufax, ex giocatore di baseball statunitense
- 1935 - Jack Riley, attore e doppiatore statunitense († 2016)
- 1936 - Robert Beck, pentatleta e schermidore statunitense († 2020)
- 1936 - Joe Buzzetta, pilota automobilistico statunitense († 2023)
- 1936 - Henri Ciriani, architetto peruviano
- 1936 - Gianni Corelli, allenatore di calcio e calciatore italiano († 2008)
- 1936 - Esmail Elmkhah, sollevatore iraniano († 1988)
- 1936 - Giacomo Gualco, politico italiano († 2011)
- 1936 - Mike Spence, pilota di Formula 1 britannico († 1968)
- 1937 - Gordon Banks, calciatore inglese († 2019)
- 1937 - Barbara Breit, tennista statunitense († 2022)
- 1937 - Sergio Castelletti, calciatore e allenatore di calcio italiano († 2004)
- 1937 - Anna Felder, scrittrice e insegnante svizzera († 2023)
- 1937 - John Hartford, violinista, suonatore di banjo e compositore statunitense († 2001)
- 1937 - Luciano Lutring, criminale e scrittore italiano († 2013)
- 1937 - Jim Marshall, giocatore di football americano statunitense († 2025)
- 1937 - Paul Stookey, cantante e musicista statunitense
- 1938 - Ārons Bogoļubovs, judoka sovietico
- 1938 - Gennaro Langella, mafioso statunitense († 2013)
- 1938 - Gavino Ledda, scrittore e poeta italiano
- 1938 - Hemmo Muntingh, politico olandese
- 1938 - Sylva Richterová, ex cestista cecoslovacca
- 1938 - Happy Ruggiero, produttore discografico, compositore e cantante italiano († 2022)
- 1938 - Ron Wolf, dirigente sportivo statunitense
- 1939 - Silvano Bietolini, fantino italiano
- 1939 - János Kajdi, pugile ungherese († 1992)
- 1939 - Attila Kovács, schermidore ungherese († 2010)
- 1939 - Aleksej Loktev, attore sovietico († 2006)
- 1939 - Felix Pappalardi, cantante, bassista e produttore discografico statunitense († 1983)
- 1939 - Viola Wills, cantante statunitense († 2009)
- 1939 - Antonio del Hoyo, avvocato e dirigente sportivo spagnolo († 2014)
- 1940 - Augusta Acconcia Longo, filologa e bizantinista italiana († 2016)
- 1940 - Sergio Bitar, politico cileno
- 1940 - Bruno Corazzari, attore italiano († 2021)
- 1940 - Sergio Doplicher, fisico e matematico italiano
- 1940 - Mel Gibson, ex cestista e allenatore di pallacanestro statunitense
- 1940 - Willie O'Neill, calciatore scozzese († 2011)
- 1941 - Franne Lee, costumista e pittrice statunitense († 2023)
- 1941 - Bruno Parma, scacchista e giornalista sloveno
- 1941 - Mel Renfro, ex giocatore di football americano statunitense
- 1942 - Jean-Claude Barclay, ex tennista francese
- 1942 - Vladimir Konstantinovič Bukovskij, scrittore e attivista sovietico († 2019)
- 1942 - Guy Edwards, ex pilota automobilistico britannico
- 1942 - John E. Herlitz, designer statunitense († 2008)
- 1942 - Jim Nance, giocatore di football americano statunitense († 1990)
- 1942 - Michael Nesmith, cantautore e produttore cinematografico statunitense († 2021)
- 1942 - Janko Prunk, storico e politico sloveno
- 1942 - Robert Quine, chitarrista statunitense († 2004)
- 1942 - Aníbal Ruiz, allenatore di calcio uruguaiano († 2017)
- 1942 - Toomas Savi, politico estone
- 1942 - Fred Ward, attore statunitense († 2022)
- 1943 - Linda Thom, ex tiratrice a segno canadese
- 1943 - Gösta Winbergh, tenore svedese († 2002)
- 1944 - Lorenzo Cellerino, ex velocista italiano
- 1944 - William J. Fallon, ammiraglio statunitense
- 1945 - Enrique Borja, ex calciatore e dirigente sportivo messicano
- 1945 - Giannino Caria, militare italiano († 1971)
- 1945 - Robert Eric Guglielmone, vescovo cattolico statunitense
- 1945 - Davy Jones, musicista, cantante e attore britannico († 2012)
- 1945 - Lloyd Kaufman, regista, attore e sceneggiatore statunitense
- 1945 - Jean-Jacques Nattiez, musicologo e etnomusicologo francese
- 1945 - Paola Pigni, mezzofondista italiana († 2021)
- 1945 - Bernie Williams, cestista statunitense († 2003)
- 1946 - Clive Bunker, batterista britannico
- 1946 - Marc Forné Molné, avvocato e politico andorrano
- 1946 - Earle Higgins, ex cestista statunitense
- 1946 - Rick Hill, politico statunitense
- 1946 - Piergiovanni Malvestio, politico italiano († 2024)
- 1946 - Nina Bahinskaja, attivista bielorussa
- 1946 - Maxine Sanders, sacerdotessa britannica
- 1946 - Patti Smith, cantautrice, poetessa e artista statunitense
- 1946 - Berti Vogts, allenatore di calcio e ex calciatore tedesco
- 1947 - James Kahn, medico e scrittore statunitense
- 1947 - Ralph-Johannes Lilie, bizantinista tedesco
- 1947 - Jeff Lynne, polistrumentista, produttore discografico e compositore britannico
- 1947 - Georgia Benkart, matematica statunitense († 2022)
- 1947 - Janet Mills, politica statunitense
- 1947 - Steve Mix, ex cestista e allenatore di pallacanestro statunitense
- 1947 - Elena Subirats, tennista messicana († 2018)
- 1947 - Ivan Zafirov, ex calciatore bulgaro
- 1948 - Horace Engdahl, critico letterario svedese
- 1948 - Eugenio Pilutti, poeta e scrittore italiano († 2016)
- 1948 - Billy Hughes, calciatore scozzese († 2019)
- 1948 - Luciano Marabese, designer italiano († 2016)
- 1948 - Kim McLagan, modella britannica († 2006)
- 1948 - Randy Schekman, biologo statunitense
- 1948 - Danny Schock, hockeista su ghiaccio canadese († 2017)
- 1948 - Daria Halprin, attrice, danzatrice e insegnante statunitense
- 1948 - Colin Suggett, dirigente sportivo, allenatore di calcio e ex calciatore inglese
- 1949 - David Bedford, ex mezzofondista e siepista britannico
- 1949 - Chris Dunleavy, ex calciatore inglese
- 1949 - Bruce Fairbairn, musicista e produttore discografico canadese († 1999)
- 1949 - William Forsythe, danzatore e coreografo statunitense
- 1949 - Claudio Lusuardi, pilota motociclistico italiano
- 1949 - Alberto Salerno, paroliere e produttore discografico italiano
- 1950 - Rodney Brooks, matematico e informatico australiano
- 1950 - Mont Campbell, polistrumentista, cantante e compositore britannico
- 1950 - Fabrizia Castagnoli, doppiatrice, direttrice del doppiaggio e attrice italiana
- 1950 - David Fox, autore di videogiochi e informatico statunitense
- 1950 - Kazuhisa Kōno, ex calciatore giapponese
- 1950 - Timothy Mo, scrittore britannico
- 1950 - Carmen Moreno, cestista colombiana († 2024)
- 1950 - Billy Rafferty, ex calciatore scozzese
- 1950 - Lewis Shiner, scrittore statunitense
- 1950 - Dave Stewart, tastierista e compositore britannico
- 1950 - Bjarne Stroustrup, programmatore e informatico danese
- 1950 - Martti Vainio, ex mezzofondista e maratoneta finlandese
- 1951 - Doug Allder, ex calciatore inglese
- 1951 - Jean-Pierre Bel, politico francese
- 1951 - Stefano Cammelli, storico italiano
- 1951 - Roman Dereziński, ex sciatore alpino polacco
- 1951 - Nancy LaMott, cantante statunitense († 1995)
- 1951 - Mialo Mwape, ex calciatore della Repubblica Democratica del Congo
- 1951 - Norman Platnick, aracnologo statunitense († 2020)
- 1951 - Nick Rose, ex mezzofondista britannico
- 1951 - Dianne Wilson, ex cestista australiana
- 1951 - Ben Witherington, biblista statunitense
- 1952 - June Anderson, soprano statunitense
- 1952 - Jesús Ferrero, scrittore e giornalista spagnolo
- 1952 - Réjean Genois, ex tennista canadese
- 1952 - Judit Kárász, ex cestista ungherese
- 1952 - Cécile La Grenade, politica grenadina
- 1952 - Mary Ellen Miller, storica dell'arte statunitense
- 1952 - Filippo Penati, politico e dirigente sportivo italiano († 2019)
- 1952 - John Seymour, XIX duca di Somerset, nobile e politico britannico
- 1952 - Paramjit Singh, cestista indiano († 2024)
- 1952 - S. P. Somtow, scrittore, compositore e regista thailandese
- 1953 - Daniel Barry, ex astronauta statunitense
- 1953 - Francesco Dall'Olio, allenatore di pallavolo e ex pallavolista italiano
- 1953 - Diego Della Valle, imprenditore e dirigente sportivo italiano
- 1953 - Kazuyo Hayashida, ex cestista giapponese
- 1953 - Bill Kazmaier, sollevatore, wrestler e strongman statunitense
- 1953 - Graham Vick, regista teatrale inglese († 2021)
- 1953 - Meredith Vieira, giornalista e conduttrice televisiva statunitense
- 1954 - Roberto Abbado, direttore d'orchestra italiano
- 1954 - Francesco Maria Biscione, storico italiano († 2024)
- 1954 - Barry Greenstein, giocatore di poker statunitense
- 1954 - Srećko Juričić, allenatore di calcio e ex calciatore croato
- 1954 - Mến Nguyễn, giocatore di poker vietnamita
- 1954 - Corrado Passera, banchiere, dirigente d'azienda e politico italiano
- 1955 - Gabriel Aghion, regista e sceneggiatore egiziano
- 1955 - Kenneth Fjelde, ex calciatore norvegese
- 1955 - Kim Hae-sook, attrice sudcoreana
- 1955 - Sheryl Lee Ralph, attrice, cantante e produttrice teatrale statunitense
- 1955 - Sanne Salomonsen, cantante danese
- 1955 - Antonio Savasta, collaboratore di giustizia e ex brigatista italiano
- 1955 - Aldo Stella, doppiatore e direttore del doppiaggio italiano
- 1955 - Dindo Yogo, cantante della Repubblica Democratica del Congo († 2000)
- 1955 - Andrea Zingoni, regista, scrittore e artista italiano
- 1956 - Mick Baxter, calciatore inglese († 1989)
- 1956 - Suzy Bogguss, cantautrice statunitense
- 1956 - François Hesnault, ex pilota automobilistico francese
- 1956 - Patricia Kalember, attrice statunitense
- 1956 - Jacek Wszoła, ex altista polacco
- 1957 - Anna Basse, ex cestista senegalese
- 1957 - Moussa Bezaz, allenatore di calcio e ex calciatore algerino
- 1957 - Joanna Pacuła, attrice polacca
- 1957 - Johann Riederer, ex tiratore a segno tedesco
- 1957 - Nick Skelton, cavaliere britannico
- 1957 - Tom Tiffany, politico statunitense
- 1958 - Lav Diaz, regista, sceneggiatore e produttore cinematografico filippino
- 1958 - Knut Hallvard Eikrem, ex calciatore norvegese
- 1958 - Ingrid Losert, ex schermitrice tedesca
- 1958 - Angela Eugenia Nonnis, politica italiana († 2019)
- 1958 - Ellen Sandweiss, attrice, cantante e ballerina statunitense
- 1958 - Steven Lee Smith, ex astronauta statunitense
- 1959 - Ahmad Ahmad, politico e dirigente sportivo malgascio
- 1959 - Douglas A. Anderson, scrittore e editore statunitense
- 1959 - Paolo De Rinaldis, allenatore di hockey su pista e ex hockeista su pista italiano
- 1959 - Tony George, imprenditore statunitense
- 1959 - Ute Heimerzheim, ex cestista tedesca
- 1959 - Antonio Pappano, direttore d'orchestra britannico
- 1959 - Tracey Ullman, attrice e cantante britannica
- 1960 - Ljudmila Valentinovna Berlinskaja, pianista e attrice russa
- 1960 - Mike Bost, politico statunitense
- 1960 - Norio Tsuruta, regista, sceneggiatore e produttore cinematografico giapponese
- 1960 - Stefano Vavoli, ex calciatore italiano
- 1960 - Roberto Venturini, medico e politico sammarinese
- 1960 - Heather Wilson, politica e militare statunitense
- 1961 - Stefano Bonometti, allenatore di calcio, dirigente sportivo e ex calciatore italiano
- 1961 - Bernard Clerfayt, politico belga
- 1961 - Douglas Coupland, scrittore, artista e giornalista canadese
- 1961 - Bill English, politico neozelandese
- 1961 - Edoardo Garrone, imprenditore e dirigente sportivo italiano
- 1961 - Sean Hannity, conduttore radiofonico e conduttore televisivo statunitense
- 1961 - Ben Johnson, ex velocista canadese
- 1961 - Antonio Marziali, ex sciatore alpino italiano
- 1961 - Charlie Nicholas, ex calciatore britannico
- 1962 - Walter D'Angelo, nuotatore italiano
- 1962 - Donato Gama da Silva, ex calciatore brasiliano
- 1962 - Hans-Georg Dreßen, ex calciatore tedesco
- 1962 - Heike Hartwig, ex pesista tedesca
- 1962 - Paavo Järvi, direttore d'orchestra estone
- 1962 - Mario Regulo Martínez, allenatore di pallavolo argentino
- 1962 - Bob Messini, attore e cabarettista italiano
- 1962 - Gennadij Morozov, allenatore di calcio e ex calciatore sovietico
- 1962 - Alessandra Mussolini, personaggio televisivo, politica e attrice italiana
- 1963 - Chandler Burr, scrittore e giornalista statunitense
- 1963 - Colin Greenall, ex calciatore inglese
- 1963 - Kim Hill, cantante statunitense
- 1963 - Karen S. Lynch, imprenditrice e dirigente d'azienda statunitense
- 1963 - Mike Pompeo, politico, imprenditore e ex militare statunitense
- 1963 - Johnny Rogers, ex cestista statunitense
- 1963 - John van 't Schip, allenatore di calcio e ex calciatore olandese
- 1963 - Vitalij Skomarovs'kyj, vescovo cattolico ucraino
- 1963 - Milan Šrejber, ex tennista cecoslovacco
- 1963 - Dale Tempest, ex calciatore inglese
- 1963 - Frank Torruellas, ex cestista portoricano
- 1964 - Pascal Baills, allenatore di calcio e ex calciatore francese
- 1964 - Marc Carmona, allenatore di calcio a 5 e ex giocatore di calcio a 5 spagnolo
- 1964 - Dag Johan Haugerud, scrittore, regista e sceneggiatore norvegese
- 1964 - George Newbern, attore statunitense
- 1964 - Mauricio Silvera, ex calciatore uruguaiano
- 1964 - Vilmoș Szabo, ex schermidore rumeno
- 1964 - Maria Carmela Verardi, ex cestista italiana
- 1964 - Sophie Ward, attrice britannica
- 1965 - Fabián Cancelarich, calciatore argentino († 2024)
- 1965 - Essam Abd El Fatah, ex arbitro di calcio egiziano
- 1965 - Mixmaster Morris, musicista e disc jockey inglese
- 1965 - Ivajlo Kirov, ex calciatore bulgaro
- 1965 - Igor' Bezler, militare ucraino
- 1965 - Frank Vignola, chitarrista statunitense
- 1965 - Eric White, ex cestista statunitense
- 1966 - Akosua Busia, attrice ghanese
- 1966 - Josef Jelínek, ex cestista e allenatore di pallacanestro ceco
- 1966 - Martina Kehrenberg, ex cestista tedesca
- 1966 - Petra Kremer, ex cestista tedesca
- 1966 - Leonson Lewis, ex calciatore trinidadiano
- 1966 - Bennett Miller, regista e produttore cinematografico statunitense
- 1966 - Alan Steele, attore statunitense
- 1966 - Ole Erik Stavrum, ex calciatore norvegese
- 1967 - Marcus Malte, scrittore francese
- 1967 - Fernando Moner, ex calciatore argentino
- 1967 - Tuanku Syed Faizuddin Putra Jamalullail, principe malese
- 1968 - Sabeer Bhatia, informatico indiano
- 1968 - Bryan Burk, produttore televisivo e produttore cinematografico statunitense
- 1968 - Diego Díaz Garrido, ex calciatore spagnolo
- 1968 - Sandra Glover, ex ostacolista statunitense
- 1968 - Fabrice Guy, ex combinatista nordico francese
- 1968 - Sean Higgins, ex cestista e allenatore di pallacanestro statunitense
- 1968 - Alexander Huber, arrampicatore e alpinista tedesco
- 1968 - Stefano Rega, vescovo cattolico italiano
- 1968 - Da Hool, disc jockey e produttore discografico tedesco
- 1968 - Andrew Trim, ex canoista australiano
- 1969 - Jason Kay, musicista e cantante britannico
- 1969 - Alou Badra Diallo, allenatore di calcio maliano
- 1969 - Dave England, stuntman e skater statunitense
- 1969 - Jens Eriksen, ex giocatore di badminton danese
- 1969 - Merle Esken, ex schermitrice estone
- 1969 - Kersti Kaljulaid, politica estone
- 1969 - Chris Mack, ex cestista e allenatore di pallacanestro statunitense
- 1969 - Anthuan Maybank, ex velocista statunitense
- 1969 - Shane McConkey, sciatore e base jumper canadese († 2009)
- 1969 - Meredith Monroe, attrice statunitense
- 1969 - Emiliano Pagani, fumettista italiano
- 1970 - Blanca Ares, ex cestista spagnola
- 1970 - Traa Daniels, bassista statunitense
- 1970 - Mark Dean, ex cestista bahamense
- 1970 - Emmanuel Hubert, dirigente sportivo e ex ciclista su strada francese
- 1970 - Hubert Koundé, attore e regista francese
- 1970 - Saul Metzstein, regista britannico
- 1970 - Ināra Mūrniece, politica lettone
- 1970 - Kevin Salvadori, ex cestista statunitense
- 1970 - Sister Bliss, tastierista, produttrice discografica e disc jockey britannica
- 1970 - Jan Henrik Stahlberg, attore, sceneggiatore e regista tedesco
- 1970 - Frédéric Tatarian, ex calciatore francese
- 1970 - Massimo Vecchi, bassista, cantautore e contrabbassista italiano
- 1970 - Thomas Winklhofer, ex calciatore austriaco
- 1971 - Bartosz Arłukowicz, politico polacco
- 1971 - Mauro Bergonzi, ex arbitro di calcio e dirigente sportivo italiano
- 1971 - Sergio Blanco, drammaturgo e regista uruguaiano
- 1971 - Lukas Bärfuss, scrittore e drammaturgo svizzero
- 1971 - Christophe Dumas, ex cestista francese
- 1971 - Chris Fisher, regista, sceneggiatore e produttore cinematografico statunitense
- 1971 - Juan Carlos Henao, ex calciatore colombiano
- 1971 - C. S. Lee, attore sudcoreano
- 1971 - Kennedy Ochieng, ex velocista keniota
- 1971 - Paras Bir Bikram Shah Dev, nobile nepalese
- 1971 - Ricardo López Felipe, allenatore di calcio e ex calciatore spagnolo
- 1971 - Thomas Strzalkowski, schermidore statunitense
- 1971 - Daniel Sunjata, attore statunitense
- 1971 - Chris Vance, attore britannico
- 1971 - Paul Wallace, ex rugbista a 15, giornalista e dirigente d'azienda irlandese
- 1972 - Daniel Amokachi, allenatore di calcio e ex calciatore nigeriano
- 1972 - Kerry Collins, ex giocatore di football americano statunitense
- 1972 - Jake Deckard, ex attore pornografico statunitense
- 1972 - Oumar Dieng, ex calciatore senegalese
- 1972 - David Hughes, ex calciatore gallese
- 1972 - Selton Mello, attore, doppiatore e regista brasiliano
- 1972 - Loren Meyer, ex cestista statunitense
- 1972 - Kim Raisner, ex pentatleta tedesca
- 1972 - Michael Reda, ex calciatore libanese
- 1972 - Amir Ružnič, procuratore sportivo e ex calciatore sloveno
- 1972 - Alexis Ubillús, ex calciatore peruviano
- 1972 - Steven Wiig, musicista e attore statunitense
- 1973 - Frans Bauer, cantante olandese
- 1973 - Jason Behr, attore statunitense
- 1973 - Ato Boldon, ex velocista trinidadiano
- 1973 - Alin Bănceu, ex calciatore rumeno
- 1973 - Dimba, ex calciatore brasiliano
- 1973 - Maureen Flannigan, attrice statunitense
- 1973 - Shane Gallagher, chitarrista statunitense
- 1973 - Christian McKay, attore britannico
- 1973 - Jason Molina, cantautore statunitense († 2013)
- 1973 - Don Reid, ex cestista statunitense
- 1973 - Jurica Siljanoski, ex calciatore macedone
- 1973 - Jon Theodore, batterista statunitense
- 1973 - Nacho Vidal, ex attore pornografico spagnolo
- 1974 - Alex Alves, calciatore brasiliano († 2012)
- 1974 - Massimo Artini, politico e dirigente pubblico italiano
- 1974 - María Esteve, attrice spagnola
- 1974 - Khalilou Fadiga, ex calciatore senegalese
- 1974 - Soualiho Haïdara, allenatore di calcio ivoriano
- 1974 - Johan Landsberg, ex tennista svedese
- 1974 - Johanna Sällström, attrice svedese († 2007)
- 1974 - Noel Whelan, ex calciatore inglese
- 1974 - Jonathan Wilson, cantautore e produttore discografico statunitense
- 1974 - Zséda, cantante ungherese
- 1975 - Martin Bauer, pilota motociclistico austriaco
- 1975 - Paulo Benedito Bonifácio Maximiano, ex calciatore brasiliano
- 1975 - Scott Chipperfield, allenatore di calcio e ex calciatore australiano
- 1975 - Matthias Höpfner, bobbista tedesco
- 1975 - Conny Karlsson, ex pesista finlandese
- 1975 - Tory Kittles, attore statunitense
- 1975 - Fabio Lenzi, pilota motociclistico italiano
- 1975 - Manel Loureiro, scrittore spagnolo
- 1975 - Kyrylo Pospjejev, ex ciclista su strada e dirigente sportivo ucraino
- 1975 - Tiger Woods, golfista statunitense
- 1976 - Hadi Soua'an Al-Somaily, ex ostacolista saudita
- 1976 - Amra Đapo, ex cestista croata
- 1976 - Kastro, rapper statunitense
- 1976 - Patrick Kerney, ex giocatore di football americano statunitense
- 1976 - Wilson Oruma, ex calciatore nigeriano
- 1976 - Terrance Roberson, ex cestista statunitense
- 1977 - Jimmy Alapag, ex cestista e allenatore di pallacanestro statunitense
- 1977 - Laila Ali, ex pugile statunitense
- 1977 - Glory Alozie, ex ostacolista e velocista nigeriana
- 1977 - Sergej Baškirov, ex biatleta russo
- 1977 - Brian Beshara, ex cestista e allenatore di pallacanestro statunitense
- 1977 - Aleksandar Ćirić, ex pallanuotista serbo
- 1977 - Tarik El Jarmouni, ex calciatore marocchino
- 1977 - Frida Hyvönen, musicista e cantautrice svedese
- 1977 - Saša Ilić, allenatore di calcio e ex calciatore serbo
- 1977 - Ji Xinpeng, ex giocatore di badminton cinese
- 1977 - Laban Kipkemboi, ex maratoneta keniota
- 1977 - Kenyon Martin, ex cestista statunitense
- 1977 - Marco Reich, ex calciatore tedesco
- 1977 - Sabrina Sirchia, attrice italiana
- 1977 - Kazuyuki Toda, ex calciatore giapponese
- 1977 - Taru Tuukkanen, cestista e allenatrice di pallacanestro finlandese
- 1977 - Tonya Washington, ex cestista statunitense
- 1977 - Naomi Yashiro, ex cestista giapponese
- 1978 - Ariane Bilheran, psicologa e scrittrice francese
- 1978 - Devin Brown, ex cestista statunitense
- 1978 - Cindy Bishop, modella, attrice e conduttrice televisiva thailandese
- 1978 - Elizabeth Chai Vasarhelyi, regista, sceneggiatrice e giornalista statunitense
- 1978 - Julie Dahle Aagård, cantante norvegese
- 1978 - Keith Davis, giocatore di football americano statunitense
- 1978 - Heath Evans, ex giocatore di football americano statunitense
- 1978 - Tyrese Gibson, cantante, attore e produttore televisivo statunitense
- 1978 - Phillips Idowu, ex triplista britannico
- 1978 - Marco Malagò, ex calciatore italiano
- 1978 - Euanthia Maltsī, ex cestista greca
- 1978 - Zbigniew Robert Promiński, batterista polacco
- 1978 - Rob Scuderi, ex hockeista su ghiaccio statunitense
- 1978 - Enrico Venti, produttore cinematografico, attore e conduttore radiofonico italiano
- 1979 - Flávio Amado, ex calciatore angolano
- 1979 - Pierre Aristouy, allenatore di calcio e ex calciatore francese
- 1979 - Boubacar Barry, ex calciatore ivoriano
- 1979 - Tommy Clufetos, batterista statunitense
- 1979 - Rene Gube, attore e produttore televisivo statunitense
- 1979 - Jillian Harris, personaggio televisivo canadese
- 1979 - Francisco Jordão, ex cestista portoghese
- 1979 - Gloria Kemasuode, velocista nigeriana
- 1979 - Kirill Pletnёv, attore e regista russo
- 1979 - Katarína Poláková, ex cestista slovacca
- 1979 - Catherine Taber, attrice statunitense
- 1979 - Emil Tahirovič, ex nuotatore sloveno
- 1979 - Milana Terloeva, scrittrice e giornalista russa
- 1979 - Yelawolf, rapper, cantautore e produttore discografico statunitense
- 1980 - Henry Domercant, ex cestista, allenatore di pallacanestro e dirigente sportivo statunitense
- 1980 - Eliza Dushku, attrice e doppiatrice statunitense
- 1980 - Veronika Goi, scacchista e dirigente sportiva italiana
- 1980 - D.J. Mbenga, ex cestista della Repubblica Democratica del Congo
- 1980 - Hamid Nater, ex calciatore marocchino
- 1980 - James Omondi, allenatore di calcio e ex calciatore keniota
- 1980 - Michail Razvožaev, politico russo
- 1980 - Jazmyn Simon, attrice statunitense
- 1980 - Antonella Troise, attrice italiana
- 1980 - Bamlak Tessema Weyesa, arbitro di calcio etiope
- 1981 - Ali Al-Habsi, ex calciatore omanita
- 1981 - Gina Beck, cantante e attrice britannica
- 1981 - Cédric Carrasso, ex calciatore francese
- 1981 - Andrea De Sica, regista italiano
- 1981 - Verónica Hidalgo, modella spagnola
- 1981 - K.Will, cantautore sudcoreano
- 1981 - Reef the Lost Cauze, rapper statunitense
- 1981 - Vadims Logins, ex calciatore lettone
- 1981 - Louise Monot, attrice francese
- 1981 - Oh Ji-eun, attrice sudcoreana
- 1981 - Haley Paige, attrice pornografica messicana († 2007)
- 1981 - Jon Parkin, ex calciatore inglese
- 1981 - Michael Rodríguez, ex calciatore costaricano
- 1981 - Bruno Valente, ex calciatore portoghese
- 1981 - Glenton Wolffe, ex calciatore trinidadiano
- 1981 - Aristide Zogbo, ex calciatore ivoriano
- 1982 - Loan Chabanol, modella e attrice francese
- 1982 - Stef Collins, ex cestista e allenatrice di pallacanestro britannica
- 1982 - Gareth Delve, ex rugbista a 15 britannico
- 1982 - Ryan Hall, maratoneta e mezzofondista statunitense
- 1982 - Kristin Kreuk, attrice canadese
- 1982 - Razak Pimpong, ex calciatore ghanese
- 1982 - Dathan Ritzenhein, maratoneta e mezzofondista statunitense
- 1982 - Veridiana da Fonseca, ex pallavolista brasiliana
- 1983 - Yussif Chibsah, ex calciatore ghanese
- 1983 - Chika Chukwumerije, taekwondoka nigeriano
- 1983 - Eddie Edwards, wrestler statunitense
- 1983 - Alessio Perilli, pilota motociclistico italiano († 2004)
- 1983 - Nick Symmonds, mezzofondista statunitense
- 1983 - Kevin Systrom, imprenditore e informatico statunitense
- 1983 - Datsakorn Thonglao, ex calciatore thailandese
- 1983 - Noley Thornton, attrice statunitense
- 1983 - Ashley Zukerman, attore australiano
- 1984 - Andra Day, cantante e attrice statunitense
- 1984 - Rándall Azofeifa, ex calciatore costaricano
- 1984 - Rafael Bado, calciatore gibilterriano
- 1984 - Béla Balogh, allenatore di calcio e ex calciatore ungherese
- 1984 - David Broncano, comico, conduttore televisivo e conduttore radiofonico spagnolo
- 1984 - Sergio Gadea, pilota motociclistico spagnolo
- 1984 - Enoque Guilherme, ex calciatore angolano
- 1984 - Han Soon-chul, pugile sudcoreano
- 1984 - LeBron James, cestista statunitense
- 1984 - Komlavi Loglo, tennista togolese
- 1984 - Jonatan Valle, ex calciatore spagnolo
- 1985 - Lars Boom, dirigente sportivo, ex ciclista su strada e ciclocrossista olandese
- 1985 - Mansour Gueye, ex calciatore senegalese
- 1985 - Arnaud Huygues des Étages, calciatore francese
- 1985 - Laban Korir, maratoneta keniota
- 1985 - Francesco Lettieri, regista e sceneggiatore italiano
- 1985 - Liam McFarlane, pattinatore di short track canadese
- 1985 - Michele Skatar, ex pallamanista croato
- 1985 - Krisztián Takács, nuotatore ungherese
- 1985 - Andreas Ulmer, ex calciatore austriaco
- 1985 - Maja Vidmar, arrampicatrice slovena
- 1985 - Roman Wick, ex hockeista su ghiaccio svizzero
- 1985 - Anna Wood, attrice e modella statunitense
- 1986 - Onyekachi Apam, ex calciatore nigeriano
- 1986 - Matt Banahan, rugbista a 15 britannico
- 1986 - Domenico Criscito, ex calciatore italiano
- 1986 - Marcelo Alfonso Díaz, calciatore cileno
- 1986 - Adriana Dorn, modella nicaraguense
- 1986 - Ellie Goulding, cantautrice britannica
- 1986 - Cheikh Gueye, ex calciatore senegalese
- 1986 - Marcus Julien, calciatore grenadino
- 1986 - Júnior Negrão, calciatore brasiliano
- 1986 - Mohamed Koffi, ex calciatore ivoriano
- 1986 - Caity Lotz, attrice e modella statunitense
- 1986 - Faye Marsay, attrice britannica
- 1986 - Mame N'Diaye, ex calciatore senegalese
- 1986 - Shane Perkins, pistard australiano
- 1986 - Brahim Souleymane, ex calciatore mauritano
- 1986 - Max Walker, attore canadese
- 1986 - Jeff Ward, attore statunitense
- 1986 - Gianni Zuiverloon, ex calciatore olandese
- 1987 - Thomaz Bellucci, ex tennista brasiliano
- 1987 - Jake Cuenca, attore filippino
- 1987 - Davis Curiale, calciatore tedesco
- 1987 - Dyanfres Douglas Chagas Matos, ex calciatore brasiliano
- 1987 - Brenda Lodigiani, attrice, imitatrice e conduttrice televisiva italiana
- 1987 - Jakub Nakládal, hockeista su ghiaccio ceco
- 1987 - Jeanette Ottesen, ex nuotatrice danese
- 1987 - Sara Ramadhani, maratoneta tanzaniana
- 1987 - Tim Smyczek, ex tennista statunitense
- 1988 - Erik Berg, ex calciatore svedese
- 1988 - Henry Hynoski, giocatore di football americano statunitense
- 1988 - Rakel Hönnudóttir, calciatrice islandese
- 1988 - Faris Jumaa, calciatore emiratino
- 1988 - Tim Kister, ex calciatore tedesco
- 1988 - Juan José Lobato, ex ciclista su strada spagnolo
- 1988 - Cameron Long, ex cestista statunitense
- 1988 - Maxime Machenaud, rugbista a 15 francese
- 1988 - Laura Magitteri, ex pattinatrice artistica su ghiaccio italiana
- 1988 - Evaldas Šiškevičius, ex ciclista su strada e mountain biker lituano
- 1988 - William Soares, calciatore brasiliano
- 1988 - Eloy Vargas, cestista dominicano
- 1988 - Moussa Warsama, calciatore gibutiano
- 1989 - Tyler Anderson, giocatore di baseball statunitense
- 1989 - Behailu Assefa, calciatore etiope
- 1989 - Natasha Baker, cavallerizza britannica
- 1989 - Florian Cazenave, rugbista a 15 francese
- 1989 - Clarisse Crémer, navigatrice francese
- 1989 - Manuel Gaspar Costa, calciatore angolano
- 1989 - Elguja Grigalashvili, calciatore georgiano
- 1989 - Diallo Guidileye, ex calciatore mauritano
- 1989 - Ezekiel Jafary, maratoneta tanzaniano
- 1989 - Alexandra Klineman, giocatrice di beach volley e ex pallavolista statunitense
- 1989 - Sanchita Kromodirjo, modella surinamese
- 1989 - Warren Niles, ex cestista e allenatore di pallacanestro statunitense
- 1989 - Riccardo Pederzini, cestista italiano
- 1989 - Hannah Reid, musicista britannica
- 1989 - Christopher Robanske, ex snowboarder canadese
- 1989 - Ryan Sheckler, skater e personaggio televisivo statunitense
- 1989 - Diogo Silvestre Bittencourt, ex calciatore brasiliano
- 1989 - Chris Wu, attore, cantante e modello taiwanese
- 1989 - Yoon Bo-ra, cantante, rapper e attrice sudcoreana
- 1990 - Saeid Afrooz, atleta paralimpico iraniano
- 1990 - Josip Bilinovac, cestista croato
- 1990 - Dídac Devesa, calciatore spagnolo
- 1990 - Dương Thị Việt Anh, ex altista e multiplista vietnamita
- 1990 - Nathan Eccleston, ex calciatore inglese
- 1990 - Rey Fénix, wrestler messicano
- 1990 - Susanne Grainger, canottiera canadese
- 1990 - Jake Hsu, attore taiwanese
- 1990 - Silao Malo, calciatore samoano
- 1990 - Josh Navidi, rugbista a 15 britannico
- 1990 - Michael Novak, calciatore austriaco
- 1990 - Bruno Henrique Pinto, calciatore brasiliano
- 1990 - Sok Rithy, calciatore cambogiano
- 1990 - Edward Still, allenatore di calcio belga
- 1990 - Ousmane Sylla, calciatore burkinabé
- 1990 - C.J. Wilcox, ex cestista statunitense
- 1991 - Keyner Brown, calciatore costaricano
- 1991 - Simon Casse, pentatleta francese
- 1991 - Gustavo Correia, arbitro di calcio portoghese
- 1991 - Camila Giorgi, ex tennista italiana
- 1991 - Melanie Margalis, nuotatrice statunitense
- 1991 - Kurumi Nara, ex tennista giapponese
- 1991 - Vittorio Emanuele Propizio, attore italiano
- 1991 - Gleb Retivych, fondista russo
- 1991 - Simon Rrumbullaku, ex calciatore albanese
- 1991 - Pape Sané, calciatore senegalese
- 1991 - Jessica Springsteen, cavallerizza statunitense
- 1991 - Brad Waldow, cestista statunitense
- 1991 - Siyanda Xulu, calciatore sudafricano
- 1992 - Mohammed Abukhousa, velocista palestinese
- 1992 - Parker Ehinger, giocatore di football americano statunitense
- 1992 - Dinusha Gomes, sollevatrice singalese
- 1992 - Natalie Korneitsik, modella e personaggio televisivo estone
- 1992 - Pavlo M'jahkov, ex calciatore ucraino
- 1992 - Fabijan Pavao Medvešek, attore, doppiatore e cantante croato
- 1992 - Gary O'Donovan, canottiere irlandese
- 1992 - John Orozco, ginnasta statunitense
- 1992 - Luís Polastri, giocatore di football americano brasiliano
- 1992 - Michael Eric Reid, attore statunitense
- 1992 - Jalen Reynolds, cestista statunitense
- 1992 - Donatas Sabeckis, cestista lituano
- 1992 - Arpinder Singh, triplista indiano
- 1992 - Ryan Tunnicliffe, calciatore inglese
- 1992 - Thomas Walkup, cestista statunitense
- 1992 - Karis Watson, pallavolista statunitense
- 1992 - Carson Wentz, giocatore di football americano statunitense
- 1992 - Maria Zuliani, calciatrice italiana
- 1992 - Desiree van Lunteren, calciatrice olandese
- 1993 - Bradley Adkins, altista statunitense
- 1993 - Ager Aketxe, calciatore spagnolo
- 1993 - Vladimir Ambros, calciatore moldavo
- 1993 - Charlie Guest, ex sciatrice alpina britannica
- 1993 - Tobias Knoflach, calciatore austriaco
- 1993 - Lorenzo Morón García, calciatore spagnolo
- 1993 - Lukas Raeder, ex calciatore tedesco
- 1993 - Lautaro Rinaldi, calciatore argentino
- 1993 - Keifer Sykes, cestista statunitense
- 1993 - August Wängberg, calciatore svedese
- 1994 - Tyler Boyd, calciatore neozelandese
- 1994 - Seren Bundy-Davies, velocista britannica
- 1994 - Namori Diaw, calciatore mauritano
- 1994 - Erjon Kastrati, cestista kosovaro
- 1994 - Diego Lopes, lottatore brasiliano
- 1994 - Kekuta Manneh, calciatore gambiano
- 1994 - Barrie McKay, calciatore scozzese
- 1994 - Nikola Milutinov, cestista serbo
- 1994 - Isaac Cole Powell, attore, cantante e ballerino statunitense
- 1994 - Florin Tănase, calciatore rumeno
- 1994 - Paul Watson, cestista statunitense
- 1994 - Troy Williams, cestista statunitense
- 1994 - David von Ballmoos, calciatore svizzero
- 1995 - Valentin Chauvin, fondista francese
- 1995 - Gonzalo Di Renzo, calciatore argentino
- 1995 - Dominic Fike, cantautore e attore statunitense
- 1995 - Demone Harris, giocatore di football americano statunitense
- 1995 - V, cantante sudcoreano
- 1995 - Blake Mohler, pallavolista statunitense
- 1995 - Andreas Schuler, saltatore con gli sci svizzero
- 1995 - Ben Stevenson, pallanuotista statunitense
- 1995 - Modestas Vorobjovas, calciatore lituano
- 1995 - Ollie Watkins, calciatore inglese
- 1995 - Dmytro Šastal, calciatore ucraino
- 1995 - Igor' Šestërkin, hockeista su ghiaccio russo
- 1996 - Diego Aravena, calciatore cileno
- 1996 - Zack Baun, giocatore di football americano statunitense
- 1996 - Mireia Benito, ciclista su strada spagnola
- 1996 - Latif Blessing, calciatore ghanese
- 1996 - Stephanie Del Valle, modella portoricana
- 1996 - Charlie Dempsey, wrestler britannico
- 1996 - Pablo Galdames Millán, calciatore cileno
- 1996 - Raúl Guti, calciatore spagnolo
- 1996 - Moussa Koné, calciatore senegalese
- 1996 - Jojo Macari, attore e musicista inglese
- 1996 - Victoria Majekodunmi, cestista francese
- 1996 - Loum N'Diaye, calciatore senegalese
- 1996 - Matheus Aiás, calciatore brasiliano
- 1996 - Ilta, cantante finlandese
- 1996 - Justus Strelow, biatleta tedesco
- 1996 - Marko Vučić, calciatore montenegrino
- 1997 - Enea Bastianini, pilota motociclistico italiano
- 1997 - Daniel Benzar, calciatore rumeno
- 1997 - Ahmed Bughammar, calciatore bahreinita
- 1997 - Alix Duchet, cestista francese
- 1997 - Lukas Fridrikas, calciatore austriaco
- 1997 - Brandon Killham, attore statunitense
- 1997 - Dru Smith, cestista statunitense
- 1998 - Tyler Abramson, pallanuotista statunitense
- 1998 - Joshuah Bledsoe, giocatore di football americano statunitense
- 1998 - Zachary Brault-Guillard, calciatore canadese
- 1998 - Razack Cissé, calciatore ivoriano
- 1998 - Jake Doyle-Hayes, calciatore irlandese
- 1998 - Mia Griffin, pistard e ciclista su strada irlandese
- 1998 - Jutta Leerdam, pattinatrice di velocità su ghiaccio olandese
- 1998 - Gary Magnée, calciatore belga
- 1998 - Eline Timmerman, pallavolista olandese
- 1998 - Alec Van Hoorenbeeck, calciatore belga
- 1999 - Veronika Erjavec, tennista slovena
- 1999 - Jeffinho, calciatore brasiliano
- 1999 - Mátyás Katona, calciatore ungherese
- 1999 - Krzysztof Kiljan, ostacolista polacco
- 1999 - Denner Fernando Melz, calciatore brasiliano
- 1999 - Sanaâ Mssoudy, calciatrice marocchina
- 1999 - Soma Szuhodovszki, calciatore ungherese
- 1999 - Jason Taylor II, giocatore di football americano statunitense
- 1999 - Jean-Clair Todibo, calciatore francese
- 1999 - Jan Voneš, pistard e ciclista su strada ceco
- 2000 - Carlos Alocén, cestista spagnolo
- 2000 - Emmanuel Ernest, calciatore liberiano
- 2000 - Kaishū Sano, calciatore giapponese
- 2000 - Guy Serge Yaméogo, calciatore ivoriano

## XXI secolo(23)
- 2001 - Taylor Gardner-Hickman, calciatore inglese
- 2001 - Paul Kircher, attore francese
- 2001 - Barbora Malíková, velocista e mezzofondista ceca
- 2001 - Daniil, cantante e rapper islandese
- 2001 - Livia Rossi, sciatrice alpina svizzera
- 2001 - Thomas Silva, ciclista su strada uruguaiano
- 2001 - Nardo Wick, rapper statunitense
- 2002 - Elliot Anderson, calciatore inglese
- 2002 - Pedro Brazão, calciatore portoghese
- 2002 - Chem Campbell, calciatore gallese
- 2002 - Ajani Fortune, calciatore trinidadiano
- 2002 - Hugo Gambor, calciatore centrafricano
- 2002 - Maguette Gueye, calciatore senegalese
- 2002 - Filmon Kibrom, mezzofondista eritreo
- 2002 - Mayckel Lahdo, calciatore svedese
- 2003 - Lautaro Villegas, calciatore argentino
- 2004 - Tobías Correa, calciatore uruguaiano
- 2004 - Owen Wolff, calciatore statunitense
- 2005 - Mads Bomholt, calciatore danese
- 2005 - Ulrich Chomche, cestista camerunese
- 2005 - Ian Matteoli, snowboarder italiano
- 2006 - Kaylia Nemour, ginnasta algerina
- 2007 - Axel Kei, calciatore ivoriano